# آرثر بيرد
آرثر بيرد (بالإنجليزية: Arthur Beard)‏ هو لاعب كرة قدم بريطاني، (ولد في إنجلترا في المملكة المتحدة القرن 19 – 1943 م). لعب مع نادي بيرنلي.